# キャスパー・ウィスター (医師)
キャスパー・ウィスター（英: Caspar Wistar, 1761年9月13日 – 1818年1月22日）はアメリカの医師で解剖学者。また同名の祖父と呼び分けるため Caspar Wistar the Younger と 「若いほう」を意味する言葉を添えて呼ばれることがある。
ペンシルベニア州フィラデルフィア出身、父リチャード・ウィスター（1727年–1781年）と母サラ・ワイアット（1733年–1771年）の間に生まれ、父方の祖父はドイツからの移民でクエーカー教徒、ガラス職人のカスパー・ウィスター（1696年–1752年）である。

## 教育
ウィスターは故郷のフレンズ学校で徹底的に西洋古典の修養を積む。医学への関心はジャーマンタウンの戦いの後に負傷者の看護を手伝ったときに芽生え、最初はジョン・レッドマン医学博士（英語）の指導を受ける。医学の専門教育はまずペンシルベニア大学で（1782年に医学学士号を取得）、次に留学先のエジンバラ大学で学んだ（1786年に医学博士学位取得）。スコットランド遊学中はエジンバラ王立医学会（英語）の会長に2年連続で選ばれ、博物学を熱心に調査する別の学会の会長も務めた。

## 職歴
アメリカに帰国した1787年1月から実務につき、フィラデルフィア診療所で医師として働き始める。フィラデルフィア大学で化学と医学研究所の教授職にあり（1789年–1792年）、ペンシルベニア大学医学部との統合に際して解剖学、助産学、外科学の非常勤教授を務めた（1808年まで）。同年、同僚のウィリアム・シッペン・ジュニア博士（英語）が死去、ウィスターは解剖学の学部長に任ぜられ、終生、その座を保っている。1803年にアメリカ芸術科学アカデミーのフェローに選出された。

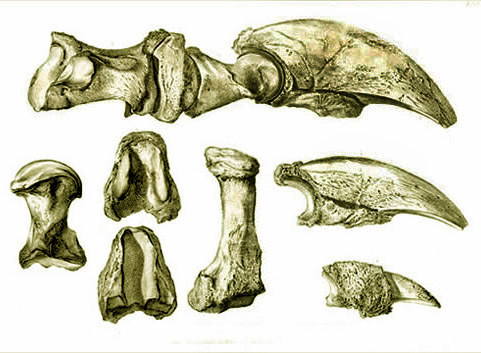
先史時代の巨大なナマケモノの骨。ウィスターの『アメリカ哲学協会報』投稿論文（1799年）に掲載。

ペンシルベニア大学で教えるウィスターは、一連の解剖学模型―人間の遺体にロウを注入して保存する方法―を考案した。著書『A System of Anatomy』全2巻を1811年から1814年にわたり上梓し、名声を得るほど学生をウィスターの講義に引き付けることができ、学校の評判をあげる存在となっていく。ウィスター本人は教育病院のペンシルベニア病院（英語）に医師として迎えられると、1810年まで勤めた。解剖学者としての評判を高めた契機は三角形の骨を残した篩骨背面の解説であり、独自の治療法として世界的に認められた。
ワクチン接種の推奨も早くから進めており、黄熱病の流行（1793年）で患者の治療を介し、自ら発症して苦しんだ経緯がある。
冬になると、ウィスター邸は毎週1回、学生や市民に開放され、集会では科学者や遠来の旅人を交え、関心のあるテーマについて討議するのを習慣にしていた。「ウィスター会」という名前でフィラデルフィア市史に記されたように、ウィスターの没後もフィラデルフィア市民の手でしばらく続いている。
American College of Physicians（英語）のフェローには1787年に選ばれ、1794年に査読担当を拝命すると没するまで務めた。アメリカ哲学協会に入会（1787年）、学芸員として奉仕するうち1795年に副会長に推され、トーマス・ジェファーソンの辞任した会長職には1815年から死を迎えるまでその座にあった。ジェファーソンとは友人であり、メガロニクス（英語）の骨の同定、ルイス・クラーク探検隊に関する科学的調査の推奨を含めメリウェザー・ルイスを指導している。また、ベンジャミン・ラッシュの後継者として奴隷制度廃止協会のペンシルベニア支部長であった。
植物学者トーマス・ナトールはウィスター（Wistar）に敬意を表し、フジ属に「ウィステリア」（Wisteria）と献名した。

## 家族
1788年に結婚したイザベラ・マーシャルと1790年に死別、エリザベス・ミフリンと1798年に再婚。
兄のリチャード（1756年7月20日– 1821年6月6日）はフィラデルフィアで商売を始めると、1790年に4階建ての大きな店を建てて鉄製品と荒物を事業にする。利益はフィラデルフィア近郊の土地と家の購入に当てた。アメリカ独立戦争中には武装して自分の財産を守ろうと提唱した結果、「友会」（ゆうかい）を除名されている。兄は刑務所の検査官を務め、フィラデルフィア図書館会社（英語）とペンシルベニア病院には早くから支援者として出資していた。
開明派で日記著述家のサリー・ウィスター（（英語） 1761年7月20日–1804年4月21日）はキャスパーと同い歳で生まれ月が早い又従姉（またいとこ）、軍人のサミュエル・モリス（（英語） 1734年–1812年）は父方の義理の叔父にあたる（父の妹の伴侶）。

## 死没
ウィスターは1818年1月22日、「チフスの高熱発作」で死去した。1892年創設のウィスター研究所（ペンシルベニア大学）は、甥のアイザック・ジョーンズ・ウィスターが故人にちなんで名付けたものである。

## 主な著作
- Wistar, Caspar ; Andrew Duncan. (1786). Dissertatio medica inauguralis, de animo demisso: quam, annuente summo numine : ex auctoritate reverendi admodum viri, D. Gulielmi Robertson, S.S.T.P. Academiae Edinburgenae Praefecti : nec non amplissimi senatus academici consensu, et nobilissimae facultatis medicae decreto : pro gradu doctoratus, summisque in medicina honoribus ac privilegiis rite et legitime consequendis. Edinburgi: Apud Balfour et Smellie, Academiae Typographos. 博士学位論文（エディンバラ大学） : ラテン語。書籍版、OCLC 873870896。電子書籍版、OCLC 494134200。  仮題『医師就任論文：謙虚さの質問：そして、神の意志の一端に署名すること：非常に敬虔な男性の権威から、D. Gulielmi Robertson, S.S.T.P。 エディンバラ大学学長：そして最も素晴らしい評議員の同意を得て、そして最も重要な医学部：博士号のために、最高の人のために適切で合法的なものを確立する名誉と特権を持ってそして得られるべき最もよい処置。』
- Wistar, Caspar. (1811-1814) A system of anatomy for the use of students of medicine. Philadelphia : Thomas Dobson at the Stone House. 電子ファイル OCLC 925400094. 書籍版〈American culture series, 全2巻、105,5〉マイクロフォーム : Microfiche : Microfilm : English OCLC 960054007.
  - 第3版は1825年H.C. Carey & I. Lea	より出版。編纂者 Horner, William E. (William Edmonds) による注釈と加筆がある。NCID BA63277239。
- Wistar, Caspar; College of Physicians of Philadelphia. (1818) Eulogium on Doctor William Shippen : delivered before the College of Physicians of Philadelphia, March, 1809. Philadelphia : Thomas Dobson and Son. OCLC 925400568. 電子ファイル : English. ウィリアム・シッペン医博の追悼式で読み上げた弔辞。College of Physicians of Philadelphia、1809年3月。
- Heckewelder, John Gottlieb Ernestus ; Du Ponceau, Peter Stephen ; Wistar, Caspar ; Brown, Moses ; Brown, Nicholas ; Zeisberger, David ; American Philosophical Society, Historical and Literary Committee. "A correspondence between the Rev. John Heckewelder, of Bethlehem, and Peter S. Duponceau, Esq. corresponding secretary of the Historical and Literary Committee of the American Philosophical Society, respecting the languages of the American Indians.”（英語）. Transactions of the Historical & Literary Committee of the American Philosophical Society, held at Philadelphia, for Promoting Useful Knowledge. 1 (2) (1819): [5], 356-448, [2]. Philadelphia : Abraham Small, #112, Chestnut Street.
- Wistar, Caspar. (1824). An Inaugural Essay on Intermittent Fever. Dissertation (M.D.)--School of Medicine, University of Pennsylvania, 1824. 博士号学位論文（フィラデルフィア大学）。書籍、アーカイブ資料、OCLC 13610886. University of Pennsylvania Medical Dissertation Digital Library.; University of Pennsylvania. School of Medicine.

## 関連資料
- ウィスター（Wistar-Wister）の係累[リンク切れ]（英語）
- Wilson, J. G.; Fiske, J., eds. (1889). "Wistar, Richard" . Appletons' Cyclopædia of American Biography (英語). New York: D. Appleton.
- Wistar Institute of Anatomy and Biology. (1911). Memoirs of the Wistar Institute of Anatomy and Biology （英語）NCID AA00519266.
- Wistar Institute of Anatomy and Biology. (1916). "Organization and work of the Wistar Institute." Wistar Institute of Anatomy and Biology (5). NCID BB1553931X.
- Wistar Institute of Anatomy and Biology. (1918). American anatomical memoirs. NCID AA00519277.

- Haas, L F. "Casper Wistar (1760-1818)." Journal of Neurology, Neurosurgery & Psychiatry, 57 (1) (199401): 2.
- Steele, Ian Kenneth ; Rhoden, Nancy L (1992) The human tradition in colonial America.（英語）Wilmington, Del. : SR Books/Scholarly Resources, Inc.
- Beiler, Rosalind J. (2008) Immigrant and entrepreneur : the Atlantic world of Caspar Wistar, 1650-1750. Pennsylvania State University Press〈Max Kade German-American Research Institute series〉. ISBN 9780271033723, NCID BA9029082X. 祖父C・ウィスターの伝記。